# چین تسی-آنگ
چین تسی-آنگ (انگلیسی: Chin Tsi-ang؛ ‏۲۲ فوریهٔ ۱۹۰۹ – ۱۵ اکتبر ۲۰۰۷) بازیگر اهل چین بود.
وی مادربزرگ هنرپیشهٔ نامدار چین سامو هونگ بود.
از فیلم‌ها یا برنامه‌های تلویزیونی که وی در آن نقش داشته‌است، می‌توان به در حال و هوای عشق اشاره کرد.